# 戴尔·史蒂文森
戴尔·史蒂文森（英語：Dale Stevenson，1988年1月1日—），澳大利亚男子田径运动员。他曾代表澳大利亚参加2010年英联邦运动会田径比赛，获得一枚铜牌。他也曾参加2012年夏季奥林匹克运动会。